# Lendit
Lendit war im Mittelalter ein Wallfahrtsort und ein Markt in der Ebene von Saint-Denis nördlich von Paris. Der Name stammt vom Lateinischen Indictum, l’Endit, und bezeichnet ein festes Datum.
Seit der Zeit der Karolinger wurden hier am Johannistag (24. Juni) Reliquien verehrt, vor allem Passionsreliquien. Seit dem 11. Jahrhundert war die Pilgerfahrt nach Lendit eine der großen Veranstaltungen in der Pariser Region, an der die gesamte Bevölkerung teilnahm.
Seit dem 10. Jahrhundert fand im Abteibezirk von Saint-Denis zusätzlich ein Markt statt, der nach 1048 in den Ort verlegt wurde und später so bedeutend wurde, dass für ihn etwa ab 1110 auf der Ebene zwischen Saint-Denis, Saint-Ouen, Aubervilliers und La Chapelle im Norden von Paris benötigt wurde. Er dauerte vom ersten Mittwoch im Juni bis zum 24. Juni, dem Johannistag. Hier fanden sich im 13. Jahrhundert Händler aus ganz Nordfrankreich den Niederlanden und dem Rheinland ein, die hauptsächlich Wolltuch handelten. Philipp II. legte im Jahr 1215 Benutzungsregeln fest und bestimmte, dass während der Marktwochen die Stände in Les Halles geschlossen werden mussten. Die Sorbonne deckte hier ihren Jahresbedarf an Pergament, darüber hinaus wurde – unabhängig von der fehlenden Saison – der letzte Wein verkauft. Der Ertrag des Marktes ging an die Abtei Saint-Denis, die die Stände vermietete, und an den König, der eine Abgabe erhob.
Die Bedeutung des Marktes von Lendit nahm im 15. Jahrhundert ab, als sich – vor allem in Paris – ständige Märkte etablierten.